# Comtat de Chablais
El comtat de Chablais fou una jurisdicció feudal de Borgonya i del Sacre Imperi Romanogermànic.
Quan el 1032 Rodolf III de Borgonya va llegar el seu regne a l'emperador Conrad II del Sacre Imperi Romanogermànic el comte de Mauriena i Belley, Humbert I el de les Mans Blanques, va donar suport a l'emperador i aquest el va investir vers 1034 amb Chablais i Saint-Maurice en Valley en recompensa pels seus serveis. En endavant els títol de Chablais es va unir als altres dos títols. A partir de Pere I de Savoia títol de comte de Savoia (de Sabàudia) va començar a aparèixer i va acabar tapant els altres.